# Championnat de Syrie de football 2016-2017
Navigation
Saison précédente Saison suivante
La saison 2016-2017 du Championnat de Syrie de football est la quarante-sixième édition du championnat de première division en Syrie. Les seize meilleurs clubs du pays sont regroupés au sein d'une poule unique où ils s'affrontent deux fois au cours de la saison, à domicile et à l'extérieur. En fin de saison, afin de permettre le passage du championnat à quatorze clubs, les quatre derniers du classement sont relégués et remplacés par les meilleures équipes de deuxième division.
C'est le club d'Al Jaish Damas, double tenant du titre, qui remporte à nouveau le championnat après avoir terminé en tête du classement final, avec un seul point d'avance sur le Tishreen SC et neuf sur l'Al Wahda Club. C’est le quinzième titre de champion de Syrie de l'histoire du club.

## Les clubs participants
- Al-Karamah SC
- Al Ittihad Alep
- Hutteen SC
- Jableh SC
- Al Taliya Hama
- Al Wahda Club
- Al-Nwa'ir
- Tishreen SC
- Al Majd Damas
- Al Shorta Damas
- Al Futuwa Deir ez-Zor
- Al Muhafaza SC
- Al Wathba Homs
- Al Jaish Damas
- Al Jazeera Hasakah
- Hurriya SC

## Compétition
Le barème utilisé pour établir les différents classement est le suivant :
- Victoire : 3 points
- Match nul : 1 point
- Défaite : 0 point

### Classement
| Rang | Équipe                | Pts | J  | G  | N  | P  | Bp | Bc | Diff |
| ---- | --------------------- | --- | -- | -- | -- | -- | -- | -- | ---- |
| 1    | Al Jaish DamasT       | 65  | 30 | 18 | 11 | 1  | 39 | 16 | +23  |
| 2    | Tishreen SC           | 64  | 30 | 18 | 10 | 2  | 45 | 22 | +23  |
| 3    | Al Wahda ClubC        | 56  | 30 | 15 | 11 | 4  | 51 | 26 | +25  |
| 4    | Al Ittihad Alep       | 49  | 30 | 12 | 13 | 5  | 42 | 28 | +14  |
| 5    | Hutteen SC            | 43  | 30 | 11 | 10 | 9  | 32 | 36 | -4   |
| 6    | Al Muhafaza SC        | 39  | 30 | 10 | 9  | 11 | 37 | 37 | 0    |
| 7    | Al Shorta Damas       | 39  | 30 | 10 | 9  | 11 | 33 | 34 | -1   |
| 8    | Al Taliya Hama        | 38  | 30 | 9  | 11 | 10 | 30 | 32 | -2   |
| 9    | Al Majd Damas         | 38  | 30 | 9  | 11 | 10 | 27 | 30 | -3   |
| 10   | Al-Nwa'ir             | 37  | 30 | 9  | 10 | 11 | 35 | 38 | -3   |
| 11   | Al-Karamah SC         | 34  | 30 | 7  | 13 | 10 | 23 | 25 | -2   |
| 12   | Al Wathba Homs        | 33  | 30 | 7  | 12 | 11 | 24 | 32 | -8   |
| 13   | Jableh SC             | 31  | 30 | 6  | 13 | 11 | 21 | 28 | -7   |
| 14   | Al Futuwa Deir ez-Zor | 30  | 30 | 7  | 9  | 14 | 28 | 38 | -10  |
| 15   | Hurriya SC            | 22  | 30 | 4  | 10 | 16 | 28 | 44 | -16  |
| 16   | Al Jazeera Hasakah    | 19  | 30 | 5  | 4  | 21 | 29 | 58 | -29  |

|  | Qualification pour la Coupe de l'AFC 2018                                             |
|  | Relégation en deuxième division                                                       |
|  | T : Tenant du titre C : Vainqueur de la Coupe de Syrie P : Promu de deuxième division |

## Bilan de la saison
| Championnat de Syrie de football 2016-2017                        |                            |
| Champion                                                          | Al Jaish Damas (15e titre) |
| Coupes et trophées                                                |                            |
| Vainqueur de la Coupe de Syrie 2016-2017                          | Al Wahda Club              |
| Qualifications continentales                                      |                            |
| Coupe de l'AFC 2018                                               | Al Jaish Damas             |
| Coupe de l'AFC 2018                                               | Al Wahda Club              |
| Promotions et relégations                                         |                            |
| Promus en Syrian League                                           | Al-Jihad SC                |
| Promus en Syrian League                                           | Al-Herafyeen SC            |
| Relégués en Championnat de Syrie de football de deuxième division | Jableh SC                  |
| Relégués en Championnat de Syrie de football de deuxième division | Al Futuwa Deir ez-Zor      |
| Relégués en Championnat de Syrie de football de deuxième division | Al Jazeera Hasakah         |
| Relégués en Championnat de Syrie de football de deuxième division | Hurriya SC                 |